# Vražedná pole
Vražedná pole (v anglickém originále The Killing Fields) je britský film z roku 1984 režiséra Rolanda Joffého, který popisuje převzetí moci Rudými Khmery v Kambodži v roce 1973. Hudbu ke snímku napsal Mike Oldfield, jenž téhož roku vydal i soundtrackové album The Killing Fields. Inspirace pro film se staly texty zpravodaje amerických novin The New York Times Sydney Schanberga.
Film zpracovává příběh domorodého tlumočníka Dith Prana, který je zatčen a vězněn. Nakonec se mu podaří uniknout a přejít do Thajska, kde se potkává se svým přítelem (americkým novinářem).
Film je silným příběhem o bezmoci a "šílenství z moci".

## Obsazení
- Sam Waterston jako Sydney Schanberg
- Haing S. Ngor jako Dith Pran
- John Malkovich jako Al Rockoff
- Julian Sands jako Jon Swain
- Craig T. Nelson jako voják
- Spalding Gray jako pracovník amerického konzulátu
- Bill Paterson jako Dr. MacEntire
- Athol Fugard jako Dr. Sundesval
- Graham Kennedy jako Dougal
- Patrick Malahide jako Morgan
- Nell Campbell jako Beth
- Joanna Merlin jako Schanbergova sestra